# Wereldkampioenschappen synchroonzwemmen 2017 – Duet vrije routine
De vrije routine voor duetten tijdens de wereldkampioenschappen synchroonzwemmen 2017 vond plaats op 18 en 20 juli 2017 in het Városliget in Boedapest.

## Uitslag
| Rang   | Land                | Naam                                           | Voorronde | Voorronde | Finale        | Finale        |
| Rang   | Land                | Naam                                           | Punten    | Rang      | Punten        | Rang          |
| ------ | ------------------- | ---------------------------------------------- | --------- | --------- | ------------- | ------------- |
| Goud   | Rusland             | Svetlana Kolesnitsjenko Aleksandra Patskevitsj | 96.6333   | 1         | 97.0000       | 1             |
| Zilver | China               | Jiang Tingting Jiang Wenwen                    | 94.9333   | 2         | 95.3000       | 2             |
| Brons  | Oekraïne            | Anna Volosjyna Jelizaveta Jachno               | 92.8333   | 3         | 93.2667       | 3             |
| 4      | Japan               | Yukiko Inui Kanami Nakamaki                    | 92.6000   | 4         | 93.1333       | 4             |
| 5      | Spanje              | Ona Carbonell Paula Ramírez                    | 91.3667   | 5         | 91.7333       | 5             |
| 6      | Italië              | Linda Cerruti Costanza Ferro                   | 90.7000   | 6         | 90.5667       | 6             |
| 7      | Canada              | Claudia Holzner Jacqueline Simoneau            | 88.9667   | 7         | 89.0000       | 7             |
| 8      | Griekenland         | Evangelia Papazoglou Evangelia Platanioti      | 87.3000   | 8         | 87.6333       | 8             |
| 9      | Oostenrijk          | Anna-Maria Alexandri Eirini-Marina Alexandri   | 86.6333   | 9         | 86.7000       | 9             |
| 10     | Mexico              | Karem Achach Nuria Diosdado                    | 86.4333   | 10        | 86.5333       | 10            |
| 11     | Verenigde Staten    | Anita Alvarez Victoria Woroniecki              | 84.3000   | 11        | 84.1333       | 11            |
| 12     | Kazachstan          | Aleksandra Nemitsj Jekaterina Nemitsj          | 84.2000   | 12        | 83.9000       | 12            |
| 13     | Noord-Korea         | Jang Hyon-ok Min Hae-yon                       | 83.7667   | 13        | Uitgeschakeld | Uitgeschakeld |
| 14     | Frankrijk           | Marie Annequin Solene Lusseau                  | 83.6000   | 14        | Uitgeschakeld | Uitgeschakeld |
| 15     | Brazilië            | Luisa Borges Maria Clara Coutinho              | 82.8333   | 15        | Uitgeschakeld | Uitgeschakeld |
| 16     | Verenigd Koninkrijk | Kate Shortman Isabelle Thorpe                  | 82.5667   | 16        | Uitgeschakeld | Uitgeschakeld |
| 17     | Wit-Rusland         | Iryna Limanoeskaja Veronika Jesipovitsj        | 82.5333   | 17        | Uitgeschakeld | Uitgeschakeld |
| 18     | Nederland           | Bregje de Brouwer Noortje de Brouwer           | 80.2000   | 18        | Uitgeschakeld | Uitgeschakeld |
| 19     | Duitsland           | Marlene Bojer Daniela Reinhardt                | 79.9667   | 19        | Uitgeschakeld | Uitgeschakeld |
| 20     | Hongarije           | Szofi Kiss Dóra Schwarcz                       | 79.8333   | 20        | Uitgeschakeld | Uitgeschakeld |
| 21     | Colombia            | Estefanía Álvarez Mónica Arango                | 79.8000   | 21        | Uitgeschakeld | Uitgeschakeld |
| 22     | Zwitserland         | Maxence Bellina Maria Piffaretti               | 79.7333   | 22        | Uitgeschakeld | Uitgeschakeld |
| 23     | Tsjechië            | Alžběta Dufková Sabina Langerová               | 79.2667   | 23        | Uitgeschakeld | Uitgeschakeld |
| 24     | Argentinië          | Camila Arregui Trinidad López                  | 76.7000   | 24        | Uitgeschakeld | Uitgeschakeld |
| 25     | Liechtenstein       | Lara Mechnig Marluce Schierscher               | 76.5000   | 25        | Uitgeschakeld | Uitgeschakeld |
| 26     | Turkije             | Defne Bakırcı Mısra Gündeş                     | 76.4667   | 26        | Uitgeschakeld | Uitgeschakeld |
| 27     | Zuid-Korea          | Lee Ri-young Uhm Ji-wan                        | 76.4000   | 27        | Uitgeschakeld | Uitgeschakeld |
| 28     | Singapore           | Debbie Soh Miya Yong                           | 76.0000   | 28        | Uitgeschakeld | Uitgeschakeld |
| 29     | Slowakije           | Petra Ďurišová Diana Miškechová                | 75.8000   | 29        | Uitgeschakeld | Uitgeschakeld |
| 30     | Egypte              | Samia Hagrass Dara Tamer                       | 75.5667   | 30        | Uitgeschakeld | Uitgeschakeld |
| 31     | Israël              | Eden Blecher Yael Polka                        | 75.2000   | 31        | Uitgeschakeld | Uitgeschakeld |
| 32     | Maleisië            | Gan Hua Wei Lee Lee Yhing Huey                 | 73.7333   | 32        | Uitgeschakeld | Uitgeschakeld |
| 33     | Servië              | Nevena Dimitrijević Jelena Kontić              | 73.0667   | 33        | Uitgeschakeld | Uitgeschakeld |
| 34     | Chili               | Bianca Consigliere Isidora Letelier            | 72.3667   | 34        | Uitgeschakeld | Uitgeschakeld |
| 35     | Polen               | Julia Mikołajczak Swietłana Szczepańska        | 72.2333   | 35        | Uitgeschakeld | Uitgeschakeld |
| 36     | Bulgarije           | Daniela Bozadzhieva Hristina Damyanova         | 72.0667   | 36        | Uitgeschakeld | Uitgeschakeld |
| 37     | Portugal            | Maria Gonçalves Cheila Vieira                  | 70.8667   | 37        | Uitgeschakeld | Uitgeschakeld |
| 38     | Costa Rica          | Fiorella Calvo Natalia Jenkins                 | 70.5667   | 38        | Uitgeschakeld | Uitgeschakeld |
| 39     | Zuid-Afrika         | Emma Manners-Wood Laura Strugnell              | 67.4667   | 39        | Uitgeschakeld | Uitgeschakeld |
| 40     | Nieuw-Zeeland       | Eva Morris Jazzlee Thomas                      | 66.4000   | 40        | Uitgeschakeld | Uitgeschakeld |
| 41     | Hongkong            | Haruka Kawazoe Christie Poon                   | 65.7333   | 41        | Uitgeschakeld | Uitgeschakeld |
| 42     | Cuba                | Melissa Alonso Carelys Valdes                  | 64.9333   | 42        | Uitgeschakeld | Uitgeschakeld |
| 43     | Filipijnen          | Allyssa Salvador Jemimah Tiambeng              | 57.5333   | 43        | Uitgeschakeld | Uitgeschakeld |